# Castello di Pitino
Il castello di Pitino si trova nei pressi di Pitino, frazione del comune di San Severino Marche, nella provincia di Macerata.
Fu ricostruito nel XIII secolo su un insediamento preesistente.
Si presenta sotto forma di ruderi.
Sorge sulla sommità di una monte, a 598 m s.l.m., che domina la vallata maceratese e offre una vista a 360 gradi sulle Marche. In presenza di condizioni meteorologiche ottimali, si possono arrivare a scorgere distintamente, al di là dei Monti Sibillini, anche i massicci dei Monti della Laga, del Gran Sasso d'Italia e, sullo sfondo, persino quello della Maiella.